# Hội đồng Bộ trưởng Cuba khóa II (1981–1986)
Hội đồng Bộ trưởng Cuba khóa II được bầu tại phiên họp đầu tiên của Quốc hội Chính quyền Nhân dân diễn ra vào năm 1981.

## Thành viên
| Chức vụ                                                           | Chức vụ                                                                               | Lãnh đạo                     | Lãnh đạo  | Ghi chú                                                  |
| Tiếng Việt                                                        | Tiếng Tây Ban Nha                                                                     | Người đứng đầu               | Nhiệm kỳ  | Ghi chú                                                  |
| ----------------------------------------------------------------- | ------------------------------------------------------------------------------------- | ---------------------------- | --------- | -------------------------------------------------------- |
| Chủ tịch Hội đồng Bộ trưởng                                       | Presidentes del Consejo de Ministros                                                  | Fidel Castro Ruz             | 1981-1986 | Kiêm nhiệm Bí thư thứ nhất Trung ương Đảng Cộng sản Cuba |
| Phó Chủ tịch thứ nhất Hội đồng Bộ trưởng                          | Primer Vicepresidente de los Consejos de Ministros                                    | Raul Castro Ruz              | 1981-1986 |                                                          |
| Phó Chủ tịch Hội đồng Bộ trưởng                                   | Vicepresidente de los Consejos de Ministros                                           | Osvaldo Dorticós Torrado     | 1981-1983 |                                                          |
| Phó Chủ tịch Hội đồng Bộ trưởng                                   | Vicepresidente de los Consejos de Ministros                                           | José Ramón Fernández Álvarez | 1981-1986 |                                                          |
| Phó Chủ tịch Hội đồng Bộ trưởng                                   | Vicepresidente de los Consejos de Ministros                                           | Humberto Pérez González      | 1981-1986 |                                                          |
| Phó Chủ tịch Hội đồng Bộ trưởng                                   | Vicepresidente de los Consejos de Ministros                                           | José López Moreno            | 1981-1986 |                                                          |
| Phó Chủ tịch Hội đồng Bộ trưởng                                   | Vicepresidente de los Consejos de Ministros                                           | Arnaldo Milián Castro        | 1981-1983 |                                                          |
| Phó Chủ tịch Hội đồng Bộ trưởng                                   | Vicepresidente de los Consejos de Ministros                                           | Osmany Cienfuegos Gorriarán  | 1981-1986 |                                                          |
| Phó Chủ tịch Hội đồng Bộ trưởng                                   | Vicepresidente de los Consejos de Ministros                                           | Antonio Esquivel Yedra       | 1981-1986 |                                                          |
| Phó Chủ tịch Hội đồng Bộ trưởng                                   | Vicepresidente de los Consejos de Ministros                                           | Pedro Miret Prieto           | 1982-1986 |                                                          |
| Thư ký Hội đồng Bộ trưởng và Ủy ban Điều hành                     | Secretaría del Consejo de Ministros y de su Comité Ejecutivo                          | Osmany Cienfuegos Gorriarán  | 1981-1986 | Kiêm nhiệm Phó Chủ tịch Hội đồng Bộ trưởng               |
| Bộ trưởng Bộ Nông nghiệp                                          | Ministros de la Agricultura                                                           | Arnaldo Milián Castro        | 1981-1983 | Kiêm nhiệm Phó Chủ tịch Hội đồng Bộ trưởng               |
| Bộ trưởng Bộ Nông nghiệp                                          | Ministros de la Agricultura                                                           | Adolfo Díaz Suárez           | 1983-1986 |                                                          |
| Bộ trưởng Bộ Đường                                                | Ministros del Azúcar                                                                  | Diocles Torralbas            | 1981-1985 |                                                          |
| Bộ trưởng Bộ Đường                                                | Ministros del Azúcar                                                                  | Antonio Rodríguez Maurell    | 1985-1986 |                                                          |
| Bộ trưởng Bộ Thương mại                                           | Ministros de Comercio                                                                 | Ricardo Cabrisas Ruiz        | 1981-1986 |                                                          |
| Bộ trưởng Bộ Xây dựng                                             | Ministros de la Construcción                                                          | José López Moreno            | 1981-1986 | Kiêm nhiệm Phó Chủ tịch Hội đồng Bộ trưởng               |
| Bộ trưởng Bộ các Lực lượng Vũ trang Cách mạng                     | Ministros de las Fuerzas Armadas Revolucionarias                                      | Raúl Castro Ruz              | 1981-1986 | Kiêm nhiệm Phó Chủ tịch thứ nhất Hội đồng Bộ trưởng      |
| Bộ trưởng Bộ Giáo dục                                             | Ministros de Educación                                                                | Asela de los Santos Tamayo   | 1981-1984 |                                                          |
| Bộ trưởng Bộ Giáo dục                                             | Ministros de Educación                                                                | José Ramón Fernández Álvarez | 1984-1986 |                                                          |
| Bộ trưởng Bộ Nội vụ                                               | Ministros del Interior                                                                | Ramiro Valdés Menéndez       | 1981-1985 |                                                          |
| Bộ trưởng Bộ Nội vụ                                               | Ministros del Interior                                                                | José Abrantes Fernández      | 1985-1986 |                                                          |
| Bộ trưởng Bộ Truyền thông                                         | Ministros de Comunicaciones                                                           | Pedro Guelmes González       | 1981-1985 |                                                          |
| Bộ trưởng Bộ Truyền thông                                         | Ministros de Comunicaciones                                                           | Manuel Castillo Rabassa      | 1985-1986 |                                                          |
| Bộ trưởng Bộ Tư pháp                                              | Ministros de Justicia                                                                 | Osvaldo Dorticós Torrado     | 1980-1983 |                                                          |
| Bộ trưởng Bộ Tư pháp                                              | Ministros de Justicia                                                                 | Juan Escalona Reguera        | 1983-1986 |                                                          |
| Bộ trưởng Bộ Ngoại giao                                           | Ministros de Relaciones Exteriores                                                    | Isidoro Malmierca Peoli      | 1981-1986 |                                                          |
| Bộ trưởng Bộ Y tế công cộng                                       | Ministros de Salud Pública                                                            | Sergio del Valle Jiménez     | 1981-1986 |                                                          |
| Bộ trưởng Bộ Giao thông                                           | Ministros de Transporte                                                               | Guillermo García Frías       | 1981-1985 |                                                          |
| Bộ trưởng Bộ Giao thông                                           | Ministros de Transporte                                                               | Diocles Torralbas            | 1985-1986 |                                                          |
| Bộ trưởng Bộ Nội thương                                           | Ministros de Comercio Interior                                                        | Manuel Vilá Sosa             | 1981-1986 |                                                          |
| Bộ trưởng Bộ Công nghiệp Thực phẩm                                | Ministros de la Industria Alimentaria                                                 | Alejandro Roca Iglesias      | 1981-1986 |                                                          |
| Bộ trưởng Bộ Công nghiệp Nhẹ                                      | Ministros de la Industria Ligera                                                      | Manuel Miyares Rodríguez     | 1981-1985 |                                                          |
| Bộ trưởng Bộ Công nghiệp Nhẹ                                      | Ministros de la Industria Ligera                                                      | Roberto Ogando Zas           | 1985-1986 |                                                          |
| Bộ trưởng Bộ Công nghiệp Thủy sản                                 | Ministros de la Industria Pesquera                                                    | José Fernández Cuervo-Vinent | 1980-1981 |                                                          |
| Bộ trưởng Bộ Công nghiệp Kim loại                                 | Ministros de la Industria Sideromecánica                                              | Marcos Lage Coello           | 1981-1986 |                                                          |
| Bộ trưởng Bộ Công nghiệp Cơ bản                                   | Ministros de la Industria Básica                                                      | Joel Domenech Benítez        | 1981-1983 |                                                          |
| Bộ trưởng Bộ Công nghiệp Cơ bản                                   | Ministros de la Industria Básica                                                      | Marcos Portal León           | 1983-1986 |                                                          |
| Bộ trưởng Bộ Văn hóa                                              | Ministros de Cultura                                                                  | Armando Hart Dávalos         | 1981-1986 |                                                          |
| Bộ trưởng Bộ Giáo dục Đại học                                     | Ministros de Educación Superior                                                       | Fernándo Vecino Alegret      | 1981-1986 |                                                          |
| Bộ trưởng, Thống đốc Ngân hàng Quốc gia Cuba                      | Ministro-Presidente Banco Nacional de Cuba                                            | Raúl León Torrás             | 1981-1985 |                                                          |
| Bộ trưởng, Thống đốc Ngân hàng Quốc gia Cuba                      | Ministro-Presidente Banco Nacional de Cuba                                            | Hector Rodríguez Llompart    | 1985-1986 |                                                          |
| Chủ nhiệm Ủy ban Hợp tác Kinh tế Nhà nước                         | Presidente de la Comité Estatal de Colaboración Económica                             | Héctor Rodríguez Llompart    | 1981-1985 |                                                          |
| Chủ nhiệm Ủy ban Hợp tác Kinh tế Nhà nước                         | Presidente de la Comité Estatal de Colaboración Económica                             | Ernesto Meléndez Bach        | 1985-1986 |                                                          |
| Chủ nhiệm Ban Kế hoạch Trung ương                                 | Presidente de la Junta Central de Planificación                                       | Humberto Pérez González      | 1981-1986 | Kiêm nhiệm Phó Chủ tịch Hội đồng Bộ trưởng               |
| Chủ nhiệm Ủy ban Lao động và An sinh Xã hội Nhà nước              | Presidente de la Comité Estatal de Trabajo y Seguridad Social                         | Joaquín Benavides Rodríguez  | 1981-1986 |                                                          |
| Ủy ban Tài chính Nhà nước                                         | Presidente de la Comité Estatal de Finanzas                                           | Francisco García Vals        | 1981-1985 |                                                          |
| Ủy ban Tài chính Nhà nước                                         | Presidente de la Comité Estatal de Finanzas                                           | Rodrigo García León          | 1985-1986 |                                                          |
| Ủy ban Vật giá Nhà nước                                           | Presidente de la Comité Estatal de Precios                                            | Santiago Riera Hernández     | 1981-1982 |                                                          |
| Ủy ban Vật giá Nhà nước                                           | Presidente de la Comité Estatal de Precios                                            | Antonio Rodríguez Maurell    | 1982-1985 |                                                          |
| Ủy ban Vật giá Nhà nước                                           | Presidente de la Comité Estatal de Precios                                            | Arturo Guzmán Pascual        | 1985-1986 |                                                          |
| Ủy ban Cung cấp Công nghệ Vật liệu Nhà nước                       | Presidente de la Comité Estatal de Abastecimiento Técnico Material                    | Irma Sánchez Valdés          | 1981-1984 |                                                          |
| Ủy ban Cung cấp Công nghệ Vật liệu Nhà nước                       | Presidente de la Comité Estatal de Abastecimiento Técnico Material                    | Rodríguez Cardona            | 1984-1986 |                                                          |
| Ủy ban Thống kê Nhà nước                                          | Presidente de la Comité Estatal de Estadísticas                                       | Fidel Vascos González        | 1981-1986 |                                                          |
| Ủy ban Tiêu chuẩn Nhà nước                                        | Presidente de la Comité Estatal de Normalización                                      | Ramón Darias Rodes           | 1981-1986 |                                                          |
| Viện trưởng Viện Hàn Lâm Khoa học Cuba                            | Presidente de Academia de Ciencias de Cuba                                            | Wilfredo Torres Yribar       | 1981-1985 |                                                          |
| Viện trưởng Viện Hàn Lâm Khoa học Cuba                            | Presidente de Academia de Ciencias de Cuba                                            | Rosa Elena Simeón Negrín     | 1985-1986 |                                                          |
| Chủ tịch Viện Du lịch Quốc gia                                    | Presidente de Instituto Nacional de Turismo                                           | Jose Padrón                  | 1981-1986 |                                                          |
| Chủ tịch Viện Thể thao, Thể dục và Giải trí Quốc gia              | Presidente de Instituto Nacional de Deportes, Educación Física y Recreación           | Carlos Galván Vila           | 1981-1985 |                                                          |
| Chủ tịch Viện Thể thao, Thể dục và Giải trí Quốc gia              | Presidente de Instituto Nacional de Deportes, Educación Física y Recreación           | Conrado Martínez Corona      | 1985-1986 |                                                          |
| Chủ tịch Viện Radio và Truyền hình Cuba                           | Presidente de Instituto Cubano de Radio y Televisión                                  | Nivaldo Herrera              | 1981-1985 |                                                          |
| Chủ tịch Viện Radio và Truyền hình Cuba                           | Presidente de Instituto Cubano de Radio y Televisión                                  | Ismael González              | 1985-1986 |                                                          |
| Chủ tịch Viện các hệ thống tự động và kỹ thuật tính toán quốc gia | Presidente de Instituto Nacional de Sistemas Automatizados y Técnicas de Computación  | Rodrigo Fernández Monert     | 1981-1982 |                                                          |
| Chủ tịch Viện các hệ thống tự động và kỹ thuật tính toán quốc gia | Presidente de Instituto Nacional de Sistemas Automatizados y Técnicas de Computación  | Daniel Legrá López           | 1982-1986 |                                                          |
| Chủ tịch Viện Điều tra và Định hướng nhu cầu nội bộ Cuba          | Presidente de Instituto Cubano de Investigaciones y Orientación de la Demanda Interna | Eugenio Rodríguez Balaris    | 1981-1986 |                                                          |
| Chủ tịch Viện Nhà ở Quốc gia                                      | Presidente de Instituto Nacional de la Vivienda                                       | Enrique Anavitarte Losada    | 1984-1986 | Viện thành lập mới                                       |
| Chủ tịch Viện Kho dự trữ Quốc gia                                 | Presidente de Instituto Nacional de Reservas Estatales                                | Moisés Sio Wong              | 1985-1986 | Viện thành lập mới                                       |
| Chủ tịch Viện Hàng không Dân dụng Quốc gia                        | Presidente de Instituto de Aeronáutica Civil de Cuba                                  | Luis Orlando Domínguez Muñiz | 1985-1986 | Viện thành lập mới                                       |
| Bộ trưởng Bộ không Bộ                                             | Ministros de gobierno                                                                 | Antonio Rodríguez Maurell    | 1983-1985 |                                                          |
| Bộ trưởng Bộ không Bộ                                             | Ministros de gobierno                                                                 | José A. Naranjo Morales      | 1981-1986 |                                                          |
| Bộ trưởng Bộ không Bộ                                             | Ministros de gobierno                                                                 | Levi Farah Balmaseda         | 1981-1986 |                                                          |